# اوگو رودریگس
اوگو رودریگس (اسپانیایی: Hugo Rodríguez‎؛ زادهٔ ۱۴ مارس ۱۹۵۹) بازیکن فوتبال اهل مکزیک بود.
از باشگاه‌هایی که در آن بازی کرده‌است می‌توان به باشگاه فوتبال کروز آزول اشاره کرد.
وی همچنین در تیم ملی فوتبال مکزیک بازی کرده‌است.